# Bertelsmann
Bertelsmann AG is een Duits mediaconglomeraat, opgericht in 1835 door Carl Bertelsmann uit Gütersloh.

## Activiteiten
Bertelsmann is een grote uitgever en mediabedrijf. In 2024 realiseerde het bedrijf een omzet van € 19 miljard met 75.000 medewerkers. De thuismarkt Duitsland had een omzetaandeel van 27% in 2024, de Verenigde Staten droeg nagenoeg in gelijke mate bij aan de omzet. 
De activiteiten zijn ondergebracht in diverse dochterbedrijven, waarvan de volgende het belangrijkst zijn:
- RTL Group, radio- en televisienetwerk (belang: 76,3%)
- Penguin Books en Random House zijn gefuseerd tot Penguin Random House, uitgeverij
- Arvato, mediadienstengroep en
- Bertelsmann Music Group, muziekuitgever.

## Aandeelhouders
Bertelsmann is eigendom van diverse Bertelsmann-stichtingen en de Duitse familie Mohn. De familie Mohn is de aangetrouwde tak van de familie Bertelsmann, die tegenwoordig de mediagroep in 5e generatie leidt. Van de aandelen is 80,9% in handen van Bertelsmann SE & Co. KGaA. deze laatste heeft Bertelsmann Stiftung, Reinhard Mohn Stiftung en BVG-Stiftung als aandeelhoudres. De resterende 19,1% van de aandelen is in bezit van de familie Mohn.

## Geschiedenis
In 1835 werd de uitgever C. Bertelsmann Verlag in Gütersloh opgericht door Carl Bertelsmann. Het bedrijf was vooral gericht op theologische werken, maar later werden ook schoolboeken toegevoegd. In 1944 werden de activiteiten gestaakt. De schaarse grondstoffen werden ingezet voor de oorlogsindustrie en drukpapier werd niet meer geleverd.
In 1950 richtte het bedrijf een boekenclub, Bertelsmann Lesering, op om de afzet van publicaties te stimuleren. Leden kochten de boeken met korting, maar werden wel verplicht een minimumaantal publicaties af te nemen. In 1956 werd Bertelsmann actief op het gebied van de muziek met de oprichting van Bertelsmann Schallplattenring, een soort boekenclub maar nu voor platen. Twee jaar later werd de eigen platenmaatschappij Ariola opgericht. In 1969 kocht het bedrijf het eerste pakket aandelen in Gruner + Jahr.
In de jaren tachtig werd het bedrijf ook actief op het gebied van de televisie door een aandelenbelang te nemen in RTL Television. In 1986 breidde Bertelsmann uit in de muziek met de overname van RCA Records in de Verenigde Staten. Ariola en RCA werden samengebracht in de Bertelsmann Music Group. Door teruglopende verkopen fuseerden BMG en de muziekactiviteiten van Sony Corporation. Beide bedrijven kregen de helft van de aandelen in de joint-venture Sony BMG. In 2008 werd Sony de enige aandeelhouder en de oude joint-venture ging verder onder de naam Sony Music Entertainment.
Bertelsmann is oprichter van Bol.com (Bertelsmann On-Line), maar verkocht dit bedrijf in 2002 als gevolg van een gewijzigde strategie.
In 2013 fuseerden Penguin Books van de Britse uitgever Pearson en Random House. Met zo’n 10.000 medewerkers en een jaaromzet van 3 miljard euro was het toen de grootste boekuitgever ter wereld. De combinatie had een kwart van de boekenmarkt in handen in het Verenigd Koninkrijk en de Verenigde Staten. Bertelsmann kreeg 53% van de aandelen. In 2017 kocht Bertelsman een aandelenbelang van 22% in Penguin Random House voor ongeveer 1 miljard dollar van partner Pearson en bracht daarmee het belang op 75%. In december 2019 maakte Pearson bekend het resterende belang in Penguin Random House te verkopen aan Bertelsmann voor 675 miljoen dollar. In april 2020 werd de overname afgerond, waarmee Bertelsmann de enige eigenaar is van de uitgeverij.
In november 2020 werd een overnamebod bekendgemaakt op uitgever Simon & Schuster door Penguin Random House. Het bod was zo'n 2,2 miljard dollar en met de overname zou de positie in Noord-Amerika aanzienlijk worden versterkt. Op 31 oktober 2022 besloot een Amerikaanse rechter de overname te verbieden. De reden voor het verbod is de vermindering van de concurrentie in de boekenmarkt. Penguin Random House en Bertelsmann overwogen in beroep te gaan tegen de uitspraak, maar Simon & Schuster werd door een andere partij overgenomen.
In augustus 2021 viel het besluit RTL Deutschland en Gruner + Jahr te integreren. Deze transactie werd op 1 januari 2022 afgerond. RTL nam Gruner + Jahr over en betaalde hiervoor € 230 miljoen. RTL heeft de Duitse tijdschriftenactiviteiten en merken overgenomen, maar niet het aandelenbelang van 25% in de Spiegel-groep en DDV Mediengruppe.
In april 2023 maakte Bertelsmann de verkoop bekend van zijn belang in callcenterbedrijf Majorel aan het Franse Teleperformance. Bertelsmann had een aandelenbelang van 39,5% in Majorel en ontvangt circa € 1,2 miljard. In 2022 realiseerde Majorel, met 82.000 medewerkers, een omzet van € 2,1 miljard. Bertelsmann had al langere tijd plannen om zich terug te trekken uit de callcentersector. 

## Rol tijdens de Tweede Wereldoorlog
In 1998 beging de toenmalig topman van het bedrijf, Thomas Middelhoff de fout te verklaren dat Bertelsmann  een verzetsuitgeverij in de Tweede Wereldoorlog was. Het bedrijf trachtte zijn eigen verleden daarmee schoon te poetsen en schroomde niet om onderzoekers onder druk te zetten.
Na Amerikaanse druk alsmede maatschappelijke verontwaardiging heeft het bedrijf een onderzoekscommissie ingesteld om haar eigen verleden te onderzoeken. De commissie publiceerde een 800 pagina's tellend rapport gemaakt over de daden van Bertelsmann voor en tijdens de oorlog. Bertelsmann was tijdens deze periode niet alleen de belangrijkste uitgeverij voor de NSDAP, alsmede voor het Hitler-regime, maar het was ook de meest verdienende uitgeverij dankzij deze zwarte periode in de geschiedenis. Indirect gebruikte het bedrijf Joden als slavenarbeiders. Eigenaar Heinrich Mohn was lid van de SS. Reinhard Mohn was enige tijd Amerikaans krijgsgevangene, maar werd in 1946 vrijgelaten en nam de leiding van het bedrijf over. In 1947 kreeg het bedrijf een kans opnieuw te starten onder leiding van de familie Mohn.